# Legge di Lenz
In fisica, la legge di Lenz, formulata dal fisico russo Heinrich Friedrich Emil Lenz nel 1834, è una conseguenza della legge di conservazione dell'energia che determina la direzione della forza elettromotrice risultante dall'induzione elettromagnetica in un circuito elettrico. La legge stabilisce che la variazione temporale del flusso del campo magnetico attraverso l'area abbracciata da un circuito genera nel circuito una forza elettromotrice che contrasta la variazione.
Per esempio, inserendo il polo nord di un magnete permanente all'interno di una bobina si forma una corrente elettrica in quest'ultima, che genera a sua volta un campo magnetico. Per la legge di Lenz la corrente scorre in modo tale da rendere l'estremo della bobina interessato dall'introduzione del magnete un polo nord, che respinge il magnete stesso opponendosi al suo inserimento. Estraendo il magnete (ovvero imponendogli un movimento nella direzione opposta) la corrente cambia segno, e l'estremo della bobina diventa un polo sud, che si oppone nuovamente al movimento del magnete.
La legge fornisce una caratterizzazione qualitativa della direzione della corrente indotta nel circuito, e si esprime attraverso il segno meno nella legge di Faraday:
{\displaystyle {\mathcal {E}}=-{\frac {\partial \Phi (B)}{\partial t}}}
dove {\displaystyle \Phi } è il flusso del campo magnetico concatenato ed {\displaystyle {\mathcal {E}}} la forza elettromotrice.

## La legge
Un circuito percorso da corrente elettrica stazionaria genera un campo magnetico costante, che attraversa l'area abbracciata dal circuito. Se la corrente subisce una variazione, il campo magnetico ed il flusso si trasformano di conseguenza. Poiché al campo magnetico è associata un'energia, detta energia magnetica, risulta necessario che tale energia venga trasformata in modo tale da conservare l'energia del campo elettromagnetico totale. La legge di Lenz descrive il fatto che, in seguito alla variazione del campo magnetico, nel circuito si genera un campo elettrico che "si oppone" alla variazione del campo magnetico. A tale campo elettrico è associata una corrente elettrica che bilancia la variazione del flusso del campo magnetico concatenato al circuito: se il campo magnetico aumenta essa ha verso opposto rispetto alla corrente che aveva generato il campo stazionario iniziale (per creare un flusso "differenziale" che prova ad annullare l'incremento generato dalla corrente che origina il fenomeno) mentre se diminuisce ha verso concorde (in accordo con il principio di azione e reazione). L'intensità di tale corrente è data dalla legge di Faraday-Neumann, il cui segno negativo è in accordo con la legge di Lenz.

### Auto-induzione e induzione mutua
In relazione al fenomeno di autoinduzione, la variazione del flusso di un campo magnetico {\displaystyle d\Phi _{B1}} induce per la legge di Lenz una corrente {\displaystyle i_{1}}, la quale induce un campo magnetico {\displaystyle B_{2}} che si oppone alla variazione iniziale di {\displaystyle B_{1}}. La variazione del campo magnetico {\displaystyle B_{2}} genera a sua volta nel circuito una corrente {\displaystyle i_{2}} che si oppone a {\displaystyle i_{1}}, e la loro somma tende ad annullarsi.
Nel caso di mutua induzione, se un campo magnetico associato alla corrente {\displaystyle i_{1}} induce una corrente {\displaystyle i_{2}} allora la direzione di {\displaystyle i_{2}} è opposta a quella di {\displaystyle i_{1}}, e se le correnti compiono due percorsi chiusi {\displaystyle l_{i1}} e {\displaystyle l_{i2}} rispettivamente allora {\displaystyle i_{1}} e {\displaystyle i_{2}} ruotano in versi opposti, e si respingono in modo reciproco.